# Reza Udhin
 (juin 2021).
Si vous disposez d'ouvrages ou d'articles de référence ou si vous connaissez des sites web de qualité traitant du thème abordé ici, merci de compléter l'article en donnant les références utiles à sa vérifiabilité et en les liant à la section « Notes et références ».
Reza Udhin est un chanteur et claviériste britannique, fondateur en 1992 du groupe Inertia.
Il devient, en 2005, le claviériste du groupe Killing Joke en remplacement de Nick Holywell-Walker. Il participe, entre autres, aux concerts célébrant les 25 ans de production musicale du groupe à Londres cette même année, ainsi qu'à la tournée de Killing Joke en première partie de Mötley Crüe.
Ses premiers enregistrements avec le groupe sont l'album en concert XXV Gathering!: Let Us Prey et le DVD correspondant, XXV Gathering!: The Band that Preys Together Stays Together. Il participe ensuite à tous les albums et tournées de Killing Joke jusqu'à son remplacement par Roi Robertson, par ailleurs claviériste et chanteur au sein de Mechanical Cabaret, en 2018.